# María Belén Simari Birkner
María Belén Simari Birkner (ur. 18 sierpnia 1982 w Bariloche) – argentyńska narciarka alpejska, wielokrotna uczestniczka mistrzostw świata i igrzysk olimpijskich.

## Życie prywatne
Jest córką instruktorów jazdy na nartach Teresity Birkner i Mario Simariego. Jej rodzeństwo, młodsze siostry Macarena i Angelica oraz starszy brat Cristian Javier także uprawia narciarstwo alpejskie.
Studiowała ochronę środowiska na Uniwersytecie Buenos Aires, zna cztery języki: hiszpański, angielski, francuski i włoski.

## Kariera
Jej pierwszym występem na arenie międzynarodowej były rozegrane 2 sierpnia 1997 roku w Chapelco zawody FIS, na których zajęła 4. miejsce w supergigancie. W tym samym roku rozpoczęła także starty w mistrzostwach Argentyny i Pucharze Ameryki Południowej. W 1998 roku zaliczyła pierwszy występ w Pucharze Europy, a także wzięła udział w mistrzostwach świata juniorów w Megève, na których startowała w slalomie i slalomie gigancie: pierwszą z tych konkurencji ukończyła na 55. miejscu, zaś w drugiej została zdyskwalifikowana w pierwszym przejeździe.
W 1999 roku wystąpiła zarówno na mistrzostwach świata w Vail/Beaver Creek, na których zajęła 15. miejsce w kombinacji, 32. w slalomie oraz 37. w supergigancie i slalomie gigancie, a także na mistrzostwach świata juniorów w Pra Loup, z których wróciła z 31. miejscem w slalomie, 33. w slalomie gigancie, 35. w supergigancie i 46. w zjeździe. 12 grudnia tego roku miał miejsce jej debiut w Pucharze Świata, kiedy to na rozgrywanych w Sestriere zawodach sezonu 1999/2000 nie zakwalifikowała się do drugiego przejazdu slalomu. W 2001 roku pojawiła się na mistrzostwach świata w St. Anton am Arlberg, na których zajęła 42. miejsce w supergigancie, ponadto nie wystartowała w zjeździe oraz nie ukończyła pierwszego przejazdu slalomu i drugiego przejazdu slalomu giganta.
W 2002 roku wzięła udział zarówno w igrzyskach olimpijskich w Salt Lake City, jak i w mistrzostwach świata juniorów w Tarvisio. Na tym pierwszym wydarzeniu nie wystartowała w supergigancie, a także zajęła 20. miejsce w kombinacji, 31. w slalomie, 34. w slalomie gigancie i 35. w zjeździe, z kolei na drugim nie ukończyła drugiego przejazdu slalomu oraz zajęła 22. miejsce w slalomie gigancie i 26. w supergigancie. Rok później wystartowała w mistrzostwach świata w Sankt Moritz, na których nie ukończyła drugiego przejazdu slalomu, ponadto była siedemnasta w kombinacji i trzydziesta piąta w slalomie gigancie. 27 lutego 2005 roku zdobyła swoje pierwsze punkty w Pucharze Świata, kiedy to podczas rozgrywanych w San Sicario zawodów sezonu 2004/2005 zajęła 28. miejsce w kombinacji. W tym samym roku pojawiła się na mistrzostwach świata w Bormio, na których nie ukończyła drugiego przejazdu slalomu oraz zajęła 39. miejsce w slalomie gigancie.
W 2006 roku wystartowała w igrzyskach olimpijskich w Turynie, na których pełniła rolę chorążego reprezentacji Argentyny podczas ceremonii otwarcia. Zajęła na nich 29. miejsce w kombinacji, 37. w slalomie i 47. miejsce w supergigancie, ponadto nie ukończyła pierwszego przejazdu slalomu giganta. Rok później wzięła udział w mistrzostwach świata w Åre, które przyniosły jej 27. miejsce w superkombinacji i 46. w slalomie gigancie, a także nieukończony pierwszy przejazd slalomu. Na rozgrywanych w 2009 roku mistrzostwa świata w Val d’Isère zajęła 21. miejsce w superkombinacji, 31. w zjeździe, 36. w slalomie i 38. w slalomie gigancie. Rok później, na igrzyskach olimpijskich w Vancouver nie ukończyła drugiego przejazdu zarówno superkombinacji, jak i slalomu, ponadto zajęła 29. miejsce w zjeździe, 31. w supergigancie i 46. w slalomie gigancie.
W 2011 roku pojawiła się na mistrzostwach świata w Garmisch-Partenkirchen, z których wróciła z 18. miejscem w superkombinacji, 29. w zjeździe, 35. w supergigancie, 38. w slalomie i 45. w slalomie gigancie. Dwa lata później, na mistrzostwach świata w Schladming zajęła 43. miejsce w slalomie gigancie, a także nie wystartowała w zjeździe oraz nie ukończyła pierwszego przejazdu slalomu i drugiego przejazdu superkombinacji. W 2015 roku wzięła udział w mistrzostwach świata w Vail/Beaver Creek, na których była trzydziesta dziewiąta w supergigancie i czterdziesta siódma w slalomie gigancie. Na rozgrywanych dwa lata później mistrzostwach świata w Sankt Moritz startowała tylko w jednej konkurencji, slalomie gigancie, w którym zajęła 55. miejsce.

## Osiągnięcia

### Igrzyska olimpijskie
| Miejsce | Dzień     | Rok  | Miejscowość | Konkurencja     | Czas biegu | Strata | Zwyciężczyni         |
| ------- | --------- | ---- | ----------- | --------------- | ---------- | ------ | -------------------- |
| 35.     | 12 lutego | 2002 | Snowbasin   | Zjazd           | 1:46,97    | +7,41  | Carole Montillet     |
| 20.     | 14 lutego | 2002 | Snowbasin   | Kombinacja      | 2:55,92    | +12,64 | Janica Kostelić      |
| DNS1    | 17 lutego | 2002 | Snowbasin   | Supergigant     | –          | –      | Daniela Ceccarelli   |
| 31.     | 20 lutego | 2002 | Deer Valley | Slalom          | 2:00,58    | +14,48 | Janica Kostelić      |
| 34.     | 22 lutego | 2002 | Park City   | Slalom gigant   | 2:39,34    | +9,33  | Janica Kostelić      |
| 29.     | 18 lutego | 2006 | Sestriere   | Kombinacja      | 3:05,35    | +14,27 | Janica Kostelić      |
| 47.     | 20 lutego | 2006 | San Sicario | Supergigant     | 1:38,02    | +5,55  | Michaela Dorfmeister |
| 37.     | 22 lutego | 2006 | Sestriere   | Slalom          | 1:37,61    | +8,57  | Anja Pärson          |
| DNF1    | 24 lutego | 2006 | Sestriere   | Slalom gigant   | –          | –      | Julia Mancuso        |
| 29.     | 17 lutego | 2010 | Whistler    | Zjazd           | 1:53,62    | +9,43  | Lindsey Vonn         |
| DNF2    | 18 lutego | 2010 | Whistler    | Superkombinacja | –          | –      | Maria Riesch         |
| 31.     | 20 lutego | 2010 | Whistler    | Supergigant     | 1:27,24    | +7,10  | Andrea Fischbacher   |
| 46.     | 25 lutego | 2010 | Whistler    | Slalom gigant   | 2:42,38    | +15,27 | Viktoria Rebensburg  |
| DNF2    | 26 lutego | 2010 | Whistler    | Slalom          | –          | –      | Maria Riesch         |

### Mistrzostwa świata
| Miejsce | Dzień       | Rok  | Miejscowość                | Konkurencja     | Czas biegu | Strata | Zwyciężczyni          |
| ------- | ----------- | ---- | -------------------------- | --------------- | ---------- | ------ | --------------------- |
| 37.     | 3 lutego    | 1999 | Vail/Beaver Creek          | Supergigant     | 1:27,51    | +6,98  | Alexandra Meissnitzer |
| 15.     | 8 lutego    | 1999 | Vail/Beaver Creek          | Kombinacja      | 3:23,21    | +14,69 | Pernilla Wiberg       |
| 37.     | 11 lutego   | 1999 | Vail/Beaver Creek          | Slalom gigant   | 2:20,40    | +11,86 | Alexandra Meissnitzer |
| 32.     | 13 lutego   | 1999 | Vail/Beaver Creek          | Slalom          | 1:43,38    | +9,41  | Zali Steggall         |
| 42.     | 29 stycznia | 2001 | St. Anton am Arlberg       | Supergigant     | 1:30,28    | +6,84  | Régine Cavagnoud      |
| DNS1    | 6 lutego    | 2001 | St. Anton am Arlberg       | Zjazd           | –          | –      | Michaela Dorfmeister  |
| DNF1    | 7 lutego    | 2001 | St. Anton am Arlberg       | Slalom          | –          | –      | Anja Pärson           |
| DNF2    | 9 lutego    | 2001 | St. Anton am Arlberg       | Slalom gigant   | –          | –      | Sonja Nef             |
| 17.     | 10 lutego   | 2003 | Sankt Moritz               | Kombinacja      | 2:49,67    | +8,04  | Janica Kostelić       |
| 35.     | 13 lutego   | 2003 | Sankt Moritz               | Slalom gigant   | 2:39,80    | +8,83  | Anja Pärson           |
| DNF2    | 15 lutego   | 2003 | Sankt Moritz               | Slalom          | –          | –      | Janica Kostelić       |
| 39.     | 8 lutego    | 2005 | Santa Caterina di Valfurva | Slalom gigant   | 2:22,46    | +8,83  | Anja Pärson           |
| DNF2    | 11 lutego   | 2005 | Santa Caterina di Valfurva | Slalom          | –          | –      | Janica Kostelić       |
| 27.     | 9 lutego    | 2007 | Åre                        | Superkombinacja | 2:08,32    | +10,63 | Anja Pärson           |
| 46.     | 13 lutego   | 2007 | Åre                        | Slalom gigant   | 2:45,18    | +13,46 | Nicole Hosp           |
| DNF1    | 16 lutego   | 2007 | Åre                        | Slalom          | –          | –      | Šárka Záhrobská       |
| 21.     | 6 lutego    | 2009 | Val d’Isère                | Superkombinacja | 2:30,15    | +10,02 | Kathrin Zettel        |
| 31.     | 9 lutego    | 2009 | Val d’Isère                | Zjazd           | 1:38,91    | +8,60  | Lindsey Vonn          |
| 38.     | 12 lutego   | 2009 | Val d’Isère                | Slalom gigant   | 1:07,08    | +56,41 | Kathrin Hölzl         |
| 36.     | 14 lutego   | 2009 | Val d’Isère                | Slalom          | 1:02,61    | +49,19 | Maria Riesch          |
| 35.     | 8 lutego    | 2011 | Garmisch-Partenkirchen     | Supergigant     | 1:31,73    | +7,91  | Elisabeth Görgl       |
| 18.     | 11 lutego   | 2011 | Garmisch-Partenkirchen     | Superkombinacja | 2:49,79    | +6,56  | Anna Fenninger        |
| 29.     | 13 lutego   | 2011 | Garmisch-Partenkirchen     | Zjazd           | 1:53,92    | +6,68  | Elisabeth Görgl       |
| 45.     | 17 lutego   | 2011 | Garmisch-Partenkirchen     | Slalom gigant   | 2:30,98    | +10,44 | Tina Maze             |
| 38.     | 19 lutego   | 2011 | Garmisch-Partenkirchen     | Slalom          | 2:01,99    | +16,20 | Marlies Schild        |
| DNS1    | 5 lutego    | 2013 | Schladming                 | Supergigant     | –          | –      | Tina Maze             |
| DNF2    | 8 lutego    | 2013 | Schladming                 | Superkombinacja | –          | –      | Maria Höfl-Riesch     |
| 43.     | 14 lutego   | 2013 | Schladming                 | Slalom gigant   | 2:20,18    | +12,12 | Tessa Worley          |
| DNF1    | 16 lutego   | 2013 | Schladming                 | Slalom          | –          | –      | Mikaela Shiffrin      |
| 39.     | 3 lutego    | 2015 | Vail/Beaver Creek          | Supergigant     | 1:19,34    | +9,05  | Anna Fenninger        |
| 47.     | 12 lutego   | 2015 | Vail/Beaver Creek          | Slalom gigant   | 2:31,52    | +12,36 | Anna Fenninger        |
| 55.     | 16 lutego   | 2017 | Sankt Moritz               | Slalom gigant   | 1:09,26    | +56,29 | Tessa Worley          |

### Mistrzostwa świata juniorów
| Miejsce | Dzień     | Rok  | Miejscowość                   | Konkurencja   | Czas biegu | Strata | Zwyciężczyni        |
| ------- | --------- | ---- | ----------------------------- | ------------- | ---------- | ------ | ------------------- |
| 55.     | 28 lutego | 1998 | Megève/Chamonix/Saint-Gervais | Slalom        | 1:39,80    | +13,32 | Stefanie Wolf       |
| DSQ1    | 1 marca   | 1998 | Megève/Chamonix/Saint-Gervais | Slalom gigant | –          | –      | Anja Pärson         |
| 31.     | 9 marca   | 1999 | Pra Loup/Le Sauze             | Slalom        | 1:55,14    | +8,52  | Anja Pärson         |
| 33.     | 10 marca  | 1999 | Pra Loup/Le Sauze             | Slalom gigant | 2:01,51    | +7,69  | Denise Karbon       |
| 46.     | 13 marca  | 1999 | Pra Loup/Le Sauze             | Zjazd         | 1:14,82    | +3,73  | Kerstin Reisenhofer |
| 35.     | 14 marca  | 1999 | Pra Loup/Le Sauze             | Supergigant   | 1:18,02    | +3,96  | Karin Blaser        |
| 26.     | 28 lutego | 2002 | Tarvisio                      | Supergigant   | 1:31,55    | +4,01  | Maria Riesch        |
| DNF2    | 1 marca   | 2002 | Sella Nevea                   | Slalom        | –          | –      | Veronika Zuzulová   |
| 22.     | 3 marca   | 2002 | Ravascletto                   | Slalom gigant | 1:55,02    | +2,87  | Julia Mancuso       |

### Puchar Świata

#### Miejsca w klasyfikacji generalnej
| Sezon     | Miejsce |
| --------- | ------- |
| 1999/2000 | –       |
| 2000/2001 | –       |
| 2001/2002 | –       |
| 2002/2003 | –       |
| 2003/2004 | –       |
| 2004/2005 | 122.    |
| 2005/2006 | –       |
| 2006/2007 | –       |
| 2007/2008 | –       |
| 2008/2009 | –       |
| 2009/2010 | –       |
| 2010/2011 | –       |
| 2011/2012 | –       |
| 2012/2013 | 117.    |
| 2013/2014 | –       |
| 2014/2015 | –       |
| 2015/2016 | –       |
| 2016/2017 | –       |
| 2017/2018 | –       |